# Fortunat Alojzy Gonzaga Żółkowski
Fortunat Alojzy Gonzaga Żółkowski lub Ziółkowski (ur. 2 listopada 1777, zm. 11 września 1822 w Warszawie) – polski aktor, dramatopisarz, tłumacz, poeta i publicysta.

## Życiorys
Pochodził z rodziny szlacheckiej, jego ojciec był dzierżawcą majątku ziemskiego. Rozpoczął naukę w szkole w Krzemieńcu, jednak przerwał edukację i wziął udział w powstaniu kościuszkowskim. Po śmierci obojga rodziców trafił do Lwowa pod opiekę stryja, generała Floriana Żółkowskiego, dzięki któremu praktykował w kancelarii znanego adwokata lwowskiego Józefa Dzierzkowskiego. Wkrótce porzucił jednak praktykę kancelaryjną, zafascynowany teatrem, m.in. występami zespołu Wojciecha Bogusławskiego we Lwowie. W roku 1797 potajemnie opuścił dom stryja przybył do Warszawy, część drogi przeszedłszy pieszo, gdzie został członkiem zespołu teatralnego Agnieszki Truskolaskiej.
Debiutował prawdopodobnie pod koniec 1798 w roli Ekonoma w sztuce Wdzięczni poddani panu (muzyka Jan Stefani, libretto J. Drozdowski). W pierwszych latach występów jego nazwisko zapisywano także w formie Ziółkowski, od 1801 stale Żółkowski. W 1799 wraz z całym zespołem Truskolaskiej przeszedł pod kierownictwo Bogusławskiego. Obok występów w Warszawie gościnnie grał w Kaliszu, Poznaniu, Łowiczu, Krakowie, Gdańsku, Białymstoku. Był przede wszystkim wybitnym komikiem, mistrzem nawiązywania kontaktu z publicznością, chociaż na początku kariery próbował także sił w rolach dramatycznych. Kazimierz Władysław Wóycicki opisywał aktora: twarzy okrągłej, oczu wypukłych, wzrostu średniego.
Przez 2 lata (1810-1811) był aktywnym członkiem towarzystwa literackiego Sfinks. Począwszy od roku 1811 "puszczał" po Warszawie gazetki pisane o treści satyrycznej. W tym okresie był częstym bywalcem kawiarni literackiej Pod Kopciuszkiem.
Latem roku 1822 jechał przez Wrocław na kurację do Karlsbadu. Ciężko chorował w ostatnich latach życia, ale występował nadal, po raz ostatni dwa tygodnie przed śmiercią (w końcu VIII 1822). Został pochowany na cmentarzu Powązkowskim (kwatera 13-1-27/28/29/30).

## Role
Wśród najbardziej znanych ról można wymienić
- Miechodmuch Krakowiacy i górale
- Kartofel Gaweł na księżycu (premiera: 11 I 1805)
- Lurwell Henryk VI na łowach
- Szafarz Tadeusz Chwalibóg
- Baron Kopciuszek
- Pustak Fircyk w zalotach
- Kopp Młodość Henryka V
- Don Bartolo Cyrulik sewilski (P. Beaumarchais)
- Polkwicer Nasze przedbiegi (premiera: 17 I 1818)
- Lisiewicz Pan Geldhab (A. Fredro)
- role tytułowe w sztukach Moliera Mieszczanin szlachcicem, Doktor z musu, Georges Dandin oraz Anzelm w Szkole kobiet

## Twórczość
Był nie tylko aktorem, zajmował się także pracą literacką. Przetłumaczył, przerobił lub sam napisał co najmniej 74 utwory sceniczne. Do najpopularniejszych przekładów Żółkowskiego należały: Gaweł na księżycu (1805), Pałac Lucypera (1811), Asmodeuszek (1815), Widowisko, któremu trudno dać nazwisko (1815), a najbardziej znanym utworem samodzielnym opera Szarlatan, czyli Wskrzeszenie umarłych (1814: muzyka Karol Kurpiński). W roku 1808, wspólnie z Ludwikiem Dmuszewskim, wydał Dykcjonarzyk teatralny. Wydawał także pisma satyryczne "Momus" (1820-1821, które przez pewien czas dało mu przydomek Momus) i "Pot-pourri", będące wówczas dodatkami do tygodnika "Wanda". Należał (od roku 1819) do loży masońskiej Tarcza Północy (Bouclier du Nord), której był czynnym członkiem IV stopnia. Zyskał uznanie jako hojny ofiarodawca w czasie nędzy panującej w Warszawie w latach 1812–1813. Szczególnie ceniony jest za bezpośredni kontakt, jaki udawało mu się utrzymywać z widownią jako aktor oraz za aktywizm społeczny, którym odznaczał się w teatrze pisząc i odgrywając sztuki odnoszące się wprost do realiów, w których żył.

### Utwory

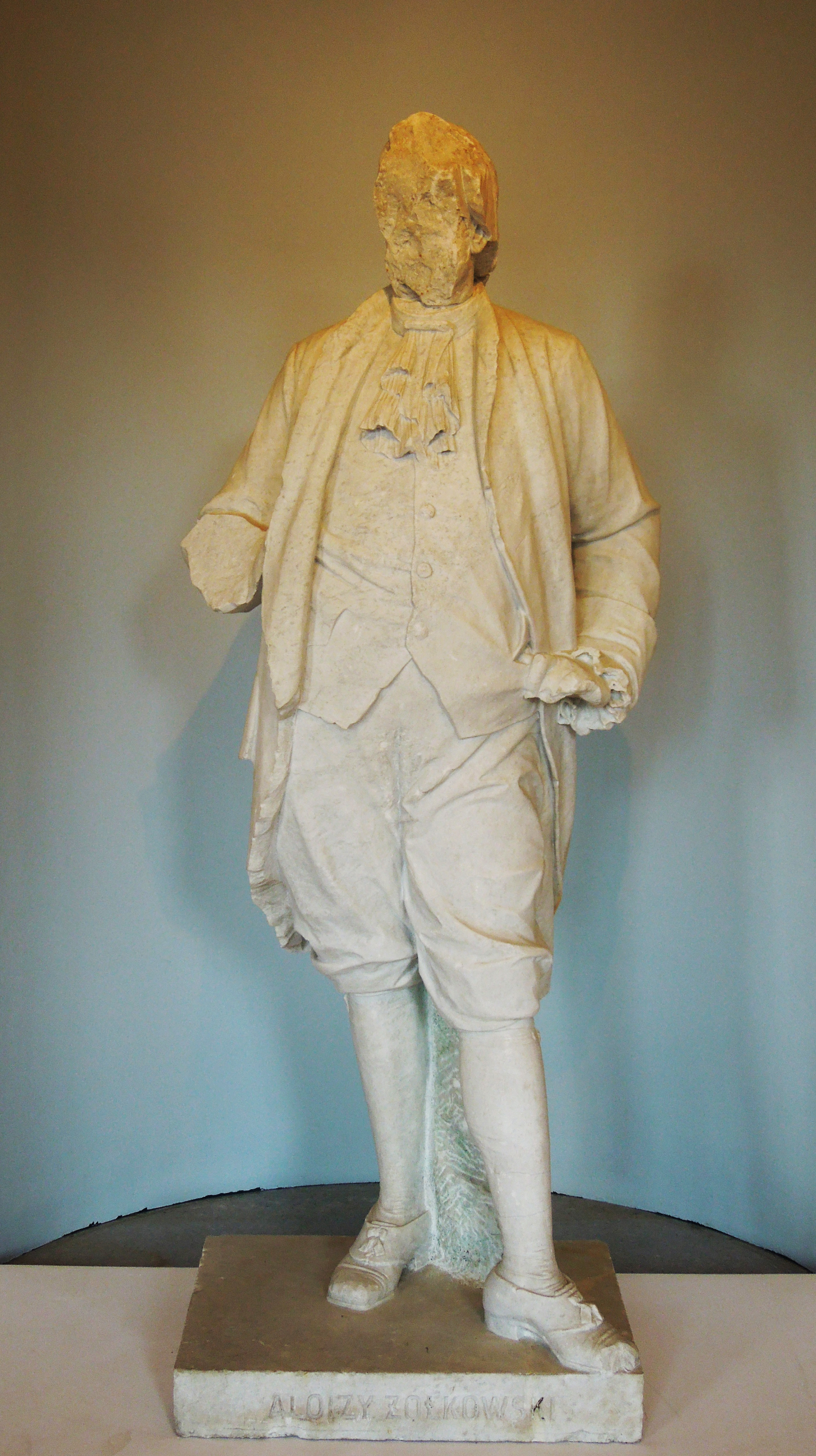
Posąg Alojzego Żółkowskiego dłuta Jana Woydygi, zniszczony przez hitlerowców w roku 1944

1. Kartofel Pełka. Komedia w 1 akcie, wyst. Warszawa 1800?, (współautor: M.A. Horodyski; według C. Goldoni)
2. List do j. pana Dmuszewskiego, artysty dramatycznego polskiego, z d. 8 lutego 1804, Warszawa (1804), przedr.: K. W. Wójcicki: Artysta-literat, "Pismo zbiorowe wileńskie na r. 1862", Wilno 1862; "Kurier Teatralny" 1902 nr 1; J. Lipiński, "Pamiętnik Teatralny" 1956 zeszyt 4, s. 679 (fragm.)
3. Wiersz do Ludwika Dmuszewskiego, artysty dramatycznego polskiego, w dzień imienin pisany w dobrej myśli przez jego przyjaciela... (Warszawa około roku 1804)
4. Gaweł na księżycu. Komedia we 3 aktach, wyst. Warszawa 11 stycznia 1805, wyd. Warszawa 1805 (2 wydania)
5. Dykcjonarzyk teatralny z dodatkiem pieśni z najnowszych oper dawanych na Teatrze Narodowym warszawskim, Poznań 1808, fragmenty przedr. E. Szwankowski: Teatr Wojciecha Bogusławskiego w l. 1799-1814, Wrocław 1954 "Materiały do Dziejów Teatru w Polsce" nr 1, s. 349-366, (współautor: L. A. Dmuszewski)
6. Kartofel na balu. Komedia w 2 aktach (inny tytuł: Kartofel w mundurze), wyst. Warszawa 12 stycznia 1810; według Dumaniant (A.J. Bourlain): Jocrisse, ou bal de l'opéra lub Qui de deux a raison, ou la leçon de danse
7. Komedia w korzennym sklepie. Komedia w 1 akcie, wyst. Warszawa 30 marca 1810; według M.A.M. Désaugiers i Francis (M.F.D. Leroi d’Allarde): La Comédie chez l'épicier
8. Niestateczny Michaś, czyli sto tysięcy intraty. Komedia w 3 aktach, wyst. Warszawa 4 maja 1811; według L. Ch. Caignez
9. Dziedzic tronu rzymskiego. Melodrama w 1 akcie, wyst. Warszawa 2 czerwca 1811 ("z muzyką z różnych autorów włoskich"), wyd. Warszawa 1811
10. Pałac Lucypera. Wielka opera heroiczno-komiczna w 4 aktach, wyst. Warszawa 9 listopada 1811, fragm. "Roczniki Teatru Narodowego 1 I 1811 – 1 I 1812", Warszawa (1812); przedr. E. Szwankowski jak wyżej poz. 5, s. 202-205, (muzyka: K. Kurpiński; według J. M. Loaisel de Tréogate: Le Palais enchanté)
11. Gaweł w piekle. Komediodrama w 1 akcie, wyst. Warszawa 29 listopada 1811; według M.A.M. Désaugiers i Francis (M.F.D. Leroi d’Allarde)
12. Powrót z Hiszpanii. Komedioopera w 1 akcie, wyst. Warszawa 17 kwietnia 1812, fragm. "Roczniki Teatru Narodowego 1 I 1812 – 1 I 1813", Warszawa (1813); przedr. E. Szwankowski jak wyżej poz. 5, s. 213; "przerobiona z franc." (Ch.A. Pigault-Lebrun?)
13. Bunt Chmielnickiego. Melodrama w 3 aktach, wyst. Warszawa 20 czerwca 18121, fragm. "Roczniki Teatru Narodowego 1 I 1812 – 1 I 1813", Warszawa (1813); przedr. E. Szwankowski jak wyżej poz. 5, s. 218-219; rękopis: Muzeum Narodowe Warszawa sygn. 17343
14. Wkroczenie do Litwy (inny tytuł: Wkroczenie wojsk polskich do Litwy). Komedioopera w 1 akcie, wyst. Warszawa 19 lipca 1812, wyd. (Warszawa) 1812
15. Carowie moskiewscy w niewoli. Drama "ze śpiewaniem" w 3 aktach, wyst. Warszawa 25 września 1812
16. Król migdałowy. Komedia w 1 akcie, wyst. Warszawa 15 stycznia 1813, (według M.A.M. Désaugiers i M.F.D. Leroi d'Allard lub M.E. G. Théaulon de Lambert)
17. Amatorowie dukatów. Komedia w 1 akcie, wyst. 9 kwietnia 1813, rękopis: Państwowe Centralne Archiwum Historyczne w Kijowie sygn. 228, 1, 135, (według R.A. P. Alissan de Chazet, A. M. Lafortelle, M.A.M. Désaugiers: L'amour de l'argent)
18. Oblężenie Saragossy, czyli wesele pana Kminka z Pipiszek. Komedia w 4 aktach, wyst. Warszawa 9 maja 1813, (według A.F. Kotzebue; Żółkowski nawiązuje w niej do wcześniejszej komedii Pan Kminek z Pipiszek)
19. Próżniacy. Komedia w 1 akcie, wyst. Warszawa 20 czerwca 1813; przeróbka z franc. (L.B. Picard?)
20. Świątynia nudów. Melodrama w 2 aktach, wyst. Warszawa 18 lipca 1813, fragm. "Roczniki Teatru Narodowego 1 I 1813 – 1 I 1814", Warszawa (1814); przedr. E. Szwankowski jak wyżej poz. 5, s. 226-227; rękopis w Bibliotece Teatru Lwowskiego sygn. 669, (treść według poematu J.F. G. Zachariae: Das Schnupftuch – za pośrednictwem przekł. M. Wyszkowskiego
21. Szarlatan. Komedioopera w 2 aktach, wyst. Warszawa 23 stycznia 1814; fragm.: Śpiewy z opery nowej pt. Szarlatan, czyli wskrzeszenie umarłych, Warszawa 1814; całość: Warszawa 1828, (muzyka: K. Kurpiński)
22. Ciotka romansowa. Komedioopera w 1 akcie (inne tytuły: Stara Kownacka; Stara Komnacka, czyli papugi), wyst. Warszawa 28 stycznia 1814, (przeróbka z obcego źródła)
23. Benon Burczymucha. Komedia w 2 aktach, wyst. Warszawa 4 lutego 1814, (przeróbka z niemieckiego)
24. Orzeł złoty. Drama w 5 aktach, wyst. Warszawa 1 kwietnia 1814, (według C. Gozzi)
25. Herod pod Betlejem. Komedia, wyst. Warszawa 24 kwietnia 1814, (przeróbka z obcego źródła)
26. Wezuwiusz. Komedia, wyst. Warszawa 1 lipca 1814
27. Bankructwo partacza. Komedia w 1 akcie, wyst. (1. raz?) Lwów 22 lipca 1814, wyd. Poznań 1899 "Naród sobie" nr 16; rękopis: Biblioteka Jagiellońska sygn. 4495 (pt. Szewc bankrut); według A.L. D. Martainville: La Banqueroute de savetier à propos de bottes
28. Kasperek w szczęściu. Komedioopera w 1 akcie, wyst. Warszawa 2 grudnia 1814, wyd. Warszawa 1814; przeróbka z francuskiego (według Ch.A. Sewrin de Bassompierre?)
29. Asmodeuszek. Komedioopera w 1 akcie, wyst. Warszawa 30 czerwca 1815 (pt. Asmodeuszek, czyli diabełek różowy), wyd. Warszawa brak roku wydania; rękopis: Biblioteka Czartoryskich sygn. 4839, (według G. D. T. Levrier de Champ-Rion)
30. Zgorszenie, czyli widowisko, któremu trudno dać nazwisko. Komedioopera w 1 akcie (inny tytuł: Widowisko bez nazwiska), wyst. Warszawa 1815, fragm. "Roczniki Teatru Narodowego 1 I 1815 – 1 I 1816", Warszawa (1816); przedr. E. Szwankowski jak wyżej poz. 5, s. 319, (według A. V. Pineux Duval i A.T. Lauzanne de Vaux Roussel)
31. Dwaj Kasperki. Komedia, wyst. Warszawa 7 września 1815; autorstwo według J. Lipińskiego (Recenzje teatralne Towarzystwa Iksów 1815-1819, Wrocław 1956 "Materiały do Dziejów Teatru w Polsce" nr 4, s. 57)
32. Guwerner. Komedia w 1 akcie, wyst. Warszawa 13 grudnia 1816
33. Los na Tyszowce. Komedia w 1 akcie, wyst. 10 stycznia 1817, wyd. Warszawa 1817, (przeróbka z francuskiego)
34. Bateria o jednym żołnierzu. Intermezzo w 1 akcie, wyst. Warszawa około 17 lutego 1817, rękopis: Biblioteka Jagiellońska sygn. 4493 (dat. 1846), muzyka: K. Kurpiński, (przeróbka z francuskiego)
35. Suplikant. Komedioopera w 1 akcie, wyst. Warszawa 3 grudnia 1817, (przeróbka z francuskiego)
36. Czaromysł, książę sławiański. Opera w 2 aktach (inne tytuły: Czaromysł, czyli nimfy Gopła Kruświcy; Książę Popiel, czyli powieści czarodziejskie), wyst. Warszawa 27 marca 1818, (muzyka: K. Kurpiński)
37. Dwóch Sieciechów. Komedia w 3 aktach, wyst. Warszawa 8 grudnia 1818, (według L.B. Picard: Les Deux Philiberts)
38. Saper polski w Pirenejach. Komedia w 3 aktach (inny tytuł: Saper w Górach Pirenejskich), wyst. (1. raz?) Lwów 7 października 1819, (według Ch.A. Pigault-Lebrun)
39. Francuzi w Hiszpanii. Drama w 5 aktach, wyst. Warszawa 24 września 1819
40. "Momus" t. 1-3, Warszawa 1820, dodatek do czasopisma "Wanda"; wyd. następne: (Warszawa) 1821; Warszawa 1824; Warszawa 1829; Kraków (1836); Kraków 1883 (razem z poz. 41); wybór pt. Anegdoty i fraszki humorystyczne z "Momusa" i "Potpourri", Złoczów (1891) "Biblioteka Powszechna" nr 7; Warszawa 1897
41. "Pot-pourri" t. 1, dodatek do czasopisma "Wanda" 1821 t. 1-2 i osobno Warszawa 1821; wyd. następne zobacz poz. 40
42. Szlachcic staropolski. Komedia w 4 aktach, wyst. (1. raz?) Lwów 19 stycznia 1821, rękopis: Biblioteka Narodowa sygn. II 6158 (pt. Szlachcic staropolski i wielki świat), według A.F. Kotzebue
43. Geniusz wędrowny. Monodrama, wyst. (1. raz?) Lublin 1831; inform. L. Simon
44. Niezgody małżeńskie. Komedia w 1 akcie, wyst. (wznowienie?) Warszawa 18 marca 1832; według A.F. Kotzebue
45. Kasperek poprawiony. Komedia w 1 akcie, wyst. (wznowienie?) Warszawa 3 maja 1833; inform. Estreicher: I (1872) 395, V (1967) 111; według Ch.A. Sewrin (de Bassompierre)
46. Pan Niewiastko. Komedia w 1 akcie, wyst. (wznowienie?) Warszawa 6 kwietnia 1834; według A. Gouffé i P. Villiers
47. Dawne polskie czasy, czyli jaka jest młodzież nasza. Komedioopera w 1 akcie, rękopis: Biblioteka Jagiellońska sygn. 6729 II (kopia z notką cenzuralną z roku 1861)
48. Panna Przypiekalewiczówna. Komedia w 3 aktach, według J.A. de Ségur.

### Przekłady

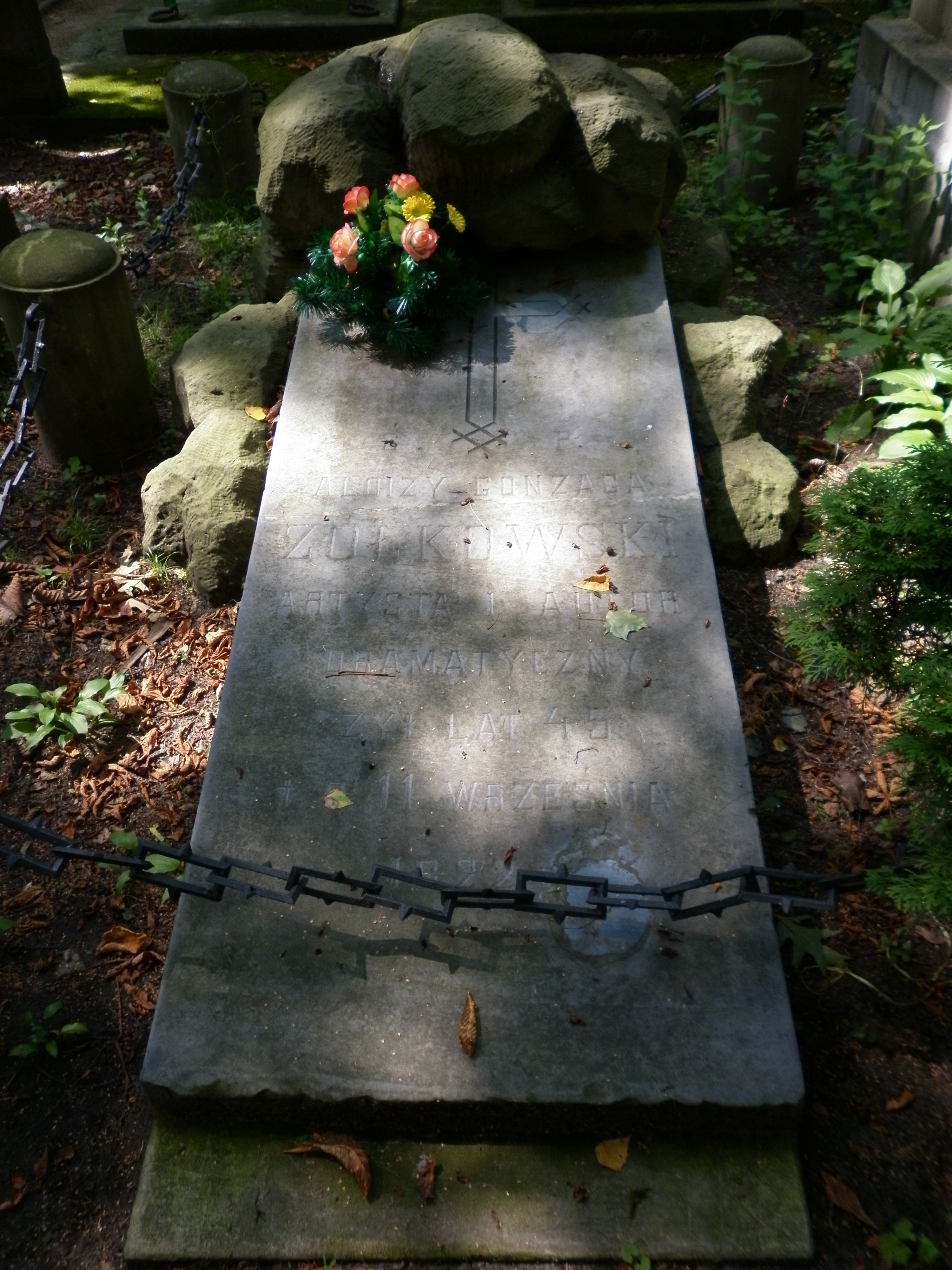
Grób Alojzego Żółkowskiego na Powązkach

1. C. C. Rulhière: Tłumaczenie z francuskiego Historii bezrządu Polski. Dzieło pośmiertne. T. 1, Warszawa 1808, (współautorzy przekł.: S. Staszic, F. K. Dmochowski, J.K. Szaniawski, M.A. Horodyski, A. i K. Gliszczyńscy, M. Wodzyński, A. Wyganowski, A. Orchowski)
2. J.B. Dubois: Szkoła sędziów, czyli pojedynek. Drama w 3 aktach, wyst. Warszawa 28 września 1810, (tytuł oryginału: L’École des juges)
3. J.B. Mardelle, E. F. Varez: Józef, książę z Nevers. Drama w 3 aktach, wyst. Warszawa 25 października 1811, (tytuł oryginału: Frédéric, duc de NEvers)
4. J. M. Loaisel de Tréogate: Las okropny, czyli rozbójnicy kalabryjscy. Drama w 3 aktach, wyst. Warszawa 10 stycznia 1812, (tytuł oryginału: La Fôret périlleuse, ou les brigands de Calabre)
5. A. Bernos: Awantura dniem przed bitwą, czyli Fryderyk W. król pruski. Drama w 3 aktach, wyst. Warszawa 28 sierpnia 1812, (tytuł oryginału: Baron de Feldsheim à la bataille de Friedberg)
6. M.C. Cammaille-Saint-Aubin: Włodzimierz, książę Newski. Drama w 5 (3?) aktach, wyst. Warszawa 30 kwietnia 1813, (tytuł oryginału: Le Prince de la Neva)
7. F. B. Hoffman: Pukiel włosów. Opera w 1 akcie, wyst. Warszawa 30 kwietnia 1813, (muzyka: N. Dalayrac)
8. Ch.A. Pigault-Lebrun: Wojna z kredytorami (inne tytuły: Wojna z lichwiarzami; Wojna z wierzycielami). Komedia w 3 aktach, wyst. Warszawa 30 lipca 1813, rękopis: Państwowe Centralne Archiwum Historyczne w Kijowie sygn. 228, 2, 25
9. N. Dezède (Dezaides): Fryderyk i August, czyli dwaj pazie. Komedia w 2 aktach, wyst. Warszawa 20 sierpnia 1813, (tytuł oryginału: Auguste et Théodore, ou les deux pages)
10. M.A. Legrand: Kurier zmyślony. Komedia w 1 akcie, wyst. Warszawa 10 września 1813
11. J. de Rotrou: Wacław, król Polski. Tragedia w 5 aktach, wyst. Warszawa 28 stycznia 1814, (tytuł oryginału: Venceslas)
12. Dziewice indyjskie. Komedia w 2 aktach, wyst. Warszawa 4 lutego 1814
13. Upiór ukraiński. Komedia w 1 akcie, wyst. Warszawa 25 lutego 1814
14. Nie ma z kim walczyć (komedia?), powst. 1814; inform. Estreicher: I (1872) 411, V (1967) 161
15. R. H. G. de Pixérécourt: Pies z Montargis (lub: Pies pana Aubry), czyli las przy Bondy. Melodrama w 3 aktach, wyst. 30 czerwca 1815; muzyka: K. Kurpiński (Wilno około roku 1835); tytuł oryginału: Le Chien de Montargis, ou le fôret de Bondy
16. Wdzięczny Afrykanin (komedia?), powst. 1815; inform. jak wyżej poz. 14 (s. 161)
17. H. Lacoste(?): Washington, czyli prawo odwetu. Drama w 3 aktach, wyst. Warszawa 15 listopada 1816; autorstwo przekł. potwierdza B. Korzeniewski
18. A. Gouffé, P. Villiers: Krawiec, miłośnik muzyki. Operetka w 2 aktach, powst. 1816, wyst. (1. raz?) Lwów 30 października 1825, (muzyka: P. Gaveaux; tytuł oryginału: Le Bouffe et le tailleur)
19. J. M. Th. Baudouin d’Aubigny: Mali protektorowie, czyli boczne schody. Komedia w 1 akcie, wyst. i wydana Warszawa 1817, (tytuł oryginału: Les Petits protecteurs, ou l'escalier dérobé)
20. A. W. Iffland: Nasze przebiegi. Krotochwila w 1 akcie, wyst. 17 stycznia 1818, wyd. Warszawa 1818, (tytuł oryginału: Unser Verkehr)
21. A.F. Kotzebue: Kozioł, czyli winni i niewinni. Komedia w 3 aktach, wyst. 17 stycznia 1818
22. L. T. Lambert: Krewni Wielkiego Wezyra. Komedia w 1 akcie, wyst. Lwów 20 lipca 1818
23. L. F. A. Dorvigny: Pojedynek amerykański. Komedia w 1 akcie, wyst. (1. raz?) Lwów 1818 (według Lasockiej: 11 stycznia 1826); tytuł oryginału: Le Duel singulier
24. Ch. G. Delestre-Poirson, Mélesville (A.H. J. Duveyrier), E. A. Scribe: Sen, albo kaplica w Glenthorn (albo: Kaplica w Czarnych Skałach, czyli sen okropny). Drama w 3 aktach, wyst. Warszawa 29 sierpnia 1819, rękopis: Biblioteka Narodowa (BOZ sygn. 1018); autorstwo przekł. potwierdzają Estreicher i B. Korzeniowski; tytuł oryginału: Le Songe, ou la chapelle de Glenthorn
25. A.F. Kotzebue: Podróż z Berlina do Poczdamu, czyli milczy, kto musi. Komedia w 2 aktach, wyst. (1. raz?) Kraków 3 października 1819
26. J.B. E. Cantiran de Boirie, Mélesville (A.H. J. Duveyrier), J.T. Merle: Dwóch Piotrów Wielkich (inne tytuły: Wójt w Saardam; Wójt Saardamski). Komedia w 2 (3?) aktach, wyst. (1. raz?) Lwów 29 czerwca 1819; muzyka: G. A. Lortzing; tytuł oryginału: Le Bourgmestre de Saardam
27. A.F. Kotzebue: Polacy w Hiszpanii, czyli wskrzeszenie umarłych. Komedia w 5 aktach, wyst. (1. raz?) Lwów 18 lutego 1820
28. Ch. G. Delestre-Poirson, E. A. Scribe: Nowy Pumpernikiel. Komedia w 1 akcie, wyst. (1. raz?) Lwów 13 marca 1820, (inform. Estreicher V, 1967, 37)
29. J. H. F. Martelière: Piotr i Paweł, czyli pierwszy żeglarz w Petersburgu. Komedia w 3 aktach, wyst. (1. raz?) Lwów 24 kwietnia 1820, (tytuł oryginału: Pierre et Paul, ou une journée de Pierre Le Grand)
30. F. W. Schütz: Studenci, czyli król wczorajszy. Komedia w 1 akcie, wyst. (1. raz?) Lwów 2 czerwca 1820
31. F. I. Holbein: Róża z gór alpejskich. Drama romantyczne w 5 aktach, wyst. Warszawa 5 marca 1824, (tytuł oryginału: Alpenröschen)
32. Victor (J.B. M. Bins de Saint Victor): Pustoty hiszpańskie. Komedia w 3 aktach, wyst. (1. raz?) Lwów 24 października 1824
33. E. A. Scribe, Xavier (X. B. Saintine): Basza i niedźwiedź. Krotofila w 1 akcie, wyst. (1. raz?) Lwów 8 lipca 1825, fragm. w rękopisie: Ossolineum sygn. 12252/II A 23, (tytuł oryginału: L'Ours et la pacha)
34. C.L. Costenoble: Talizman niewidzialności. Komedia w 1 akcie, wyst. (1. raz?) Lwów 8 stycznia 1830, rękopis: Biblioteka Narodowa (BOZ sygn. 973); muzyka: J. Damse
35. A.N. Béraud, Charles (Ch. Puysaye): Dwa cięcia pałasza. Drama w 3 aktach, wyst. (1. raz?) Lwów 29 kwietnia 1833, (tytuł oryginału: Les Deux coups de sabre)
36. Lepiej na wsi. Komedia, wyst. (1. raz?) Lwów 10 czerwca 1833
37. Nieznajoma z gór, czyli upominek pustelnika. Komedia, wyst. (1. raz?) Kraków 1841
38. A.F. Kotzebue: Don Rozamondo, czyli duma hiszpańska. Komedia w 4 aktach
39. Adam i Ewa, czyli dawne grzechy. Wodewil w 1 akcie z francuskiego przez... przetłumaczony i przerobiony ze śpiewami, rękopis: Biblioteka Jagiellońska sygn. 4495.

### Utwory o niepewnym autorstwie
1. Gazeta. Farsa w 1 akcie, wyst. Warszawa 10 stycznia 1806; przekł. z niemieckiego; przypuszczenie autorstwa wysunął E. Szwankowski
2. A.F. Kotzebue: Pistolety ślepo nabite. Komedia w 1 akcie, wyst. Warszawa 18 stycznia 1811; przypuszczenie autorstwa wysunęli E. Szwankowski i Estreicher
3. Pan Kminek z Pipiszek. Krotochwila w 5 aktach, wyst. Warszawa 15 stycznia 1813; według A.F. Kotzebue: Der Pächter Fettkümmel von Pippelskirchen; autorstwo przeróbki przypisał E. Szwankowski
4. Rochus Pumpernikiel. Komedioopera w 3 aktach, wyst. Warszawa 23 marca 1813; według quodlibetu M. Stegmayera: pierwowzorem – Chory z urojenia Moliera; autorstwo przeróbki przypisał E. Szwankowski
5. Dumuniant (A.J. Bourlain): Przygody nocne, czyli dwóch nieboszczyków. Komedia w 3 aktach, wyst. Warszawa 10 stycznia 1817; przypuszczenie autorstwa przekładu wysuwa J. Lipiński
6. A.F. Kotzebue: Wszystkowiedz. Komedia w 5 aktach (inne tytuły: Wielewiedzący; Wielowiedz), wyst. Lwów 29 października 1819; rękopis: Biblioteka Narodowa (BOZ sygn. 987); autorstwo przekładu przypisywane także L. A. Dmuszewskiemu i J. N. Kamińskiemu.

### Utwory mylnie przypisywane
1. Upominek (inny tytuł: Nowy Rok). Komedia w 1 akcie, wyst. Warszawa 10 stycznia 1806, (według J. Patrat; autorstwu przekładu zaprzecza List do redakcji, "Gazeta Warszawska" 1806 nr 4, dodatek)
2. Państwo Staruszkowiczowie. Komedia w 1 akcie z francuskiego, wyst. Warszawa 3 marca 1809, (autorem przekładu był W. Pękalski)
3. Cymbałek. Komedioopera w 1 akcie z francuskiego, wyst. Warszawa 10 stycznia 1812, (autorem przekładu był W. Pękalski)
4. Alkad z Molorydos (inne tytuły: Alkada z Molorydos; Alkada w Molorydos). Komedia w 3 (5?) aktach, wyst. Lwów 11 marca 1816, (według L.B. Picard: L'Alcade de Molorido; autorstwo na rzecz I. E. Cetnera rozstrzygają "Roczniki Teatru Polskiego we Lwowie na r. 1815")
5. Dzwonek (inny tytuł: Dzwonek, czyli diabełek pazikiem). Opera w 3 aktach, wyst.: Warszawa czerwiec 1818; Lwów 7 stycznia 1822, (autorem był L. A. Dmuszewski)
6. Żyd w beczce (inny tytuł: Mojsze w beczce). Wodewil w 1 akcie, Poznań 1908 "Naród sobie" nr 9 (wyd. pod nazwiskiem Żółkowskiego; autorstwo A. Ładnowskiemu przyznali L. Simon i Estreicher).

### Listy i materiały
1. Listy z Kalisza z roku 1801, ogł. S. Dąbrowski, "Echo Ilustrowane Kaliskie" styczeń 1937
2. List z roku 1820 (ze zbiorów Z. Glogera), "Biesiada Literacka" 1903 nr 52
3. Do Dworzeckiego (brak daty), rękopis: Biblioteka Jagiellońska sygn. 7865 IV, k. 95-96
4. Statut towarzystwa Sfinks z 12 grudnia 1810, podpisany m.in. przez Żółkowskiego, rękopis: Biblioteka Jagiellońska sygn. 6115 III.

## Życie prywatne
Był dwukrotnie żonaty. Z pierwszego małżeństwa z panną Letwo (nie zachowało się jej imię), zawartego 1 stycznia 1808, miał urodzoną jeszcze przed ślubem córkę Nepomucenę (ur. 24 grudnia 1807, zm. 10 marca 1847), aktorkę, po mężu Kostecką. Po śmierci żony Żółkowski poślubił 9 lutego 1814 Marię Ludwikę Ebel, z tego małżeństwa miał dwóch synów, także aktorów – Alojzego (1814–1889) słynnego komika i Lucjana.
- Maria Ludwika Żółkowska z domu Ebel (ur. 1790 w Szczecinie lub w Szczytnie, zm. 6 kwietnia 1853 w Warszawie) była aktorką, pochodzącą z rodziny niemieckiej. Debiutowała 18 października 1808 w warszawskim Teatrze Narodowym jako Luiza w Woziwodzie paryskim L. Cherubiniego (libretto J.N. Bouilly). Wykonywała role tragiczne i charakterystyczne; po raz ostatni wystąpiła 4 października 1845 jako Mleczarka w Tajemnicach Paryża Eugeniusza Sue.

- Lucjan Żółkowski (ur. 1817, zm. 26 kwietnia 1837) jako aktor występował w Nowym Dworze i Siedlcach.

## Opracowania nt. Żółkowskiego

### Próby monografii
1. E. Szwankowski: A. Żółkowski (ojciec), Warszawa 1956
2. A. Kowalska: "Momus" A. Żółkowskiego, 1820-1821. Karta z dziejów prasy i sceny warszawskiej, Warszawa 1956.

### Wybrane opracowania dot. twórczości
1. Recenzje teatralne Towarzystwa Iksów, 1815-1819: oprac. J. Lipiński, Wrocław 1956 "Materiały do Dziejów Teatru w Polsce" nr 4
2. W. Bogusławski: Dzieje Teatru Narodowego w: Dzieła t. 1, 4; Warszawa 1820, 1821 i odb.; wyd. następne: Przemyśl 1884; wyd. fotoof. (Warszawa 1965)
3. (Nekrologi): L. A. Dmuszewski, "Kurier Warszawski" nr 220 z 15 IX 1822, przedr.: Krótki rys życia A. Żółkowskiego, "Pszczółka Krakowska" 1822 t. 3, s. 200-203; "Świat Dramatyczny" 1838 t. 2, s. 137-139; "Talia" (Petersburg) 1825; "Roczniki Warszawskie" 1823, s. 112-113
4. K. Majeranowski: Przeszłość i teraźniejszość. Prolog napisany na otwarcie teatru pod nową antrepryzą w Krakowie, Kraków 1843
5. K. W. Wójcicki: Cmentarz Powązkowski p. Warszawą t. 1, Warszawa 1855
6. F. S. Dmochowski: Wspomnienia od 1806 do 1830 r., Warszawa 1858; wyd. następne oprac. Z. Libera, (Warszawa) 1959 "Biblioteka Pamiętnikarzy Polskich i Obcych"
7. K. Skibiński: Pamiętnik aktora (1786-1858), oprac. M. Rulikowski, Warszawa 1912
8. K. W. Wójcicki: Artysta – literat, "Pismo zbiorowe wileńskie na r. 1862", Wilno 1862
9. F.M. Sobieszczański: A.F. Żółkowski, "Tygodnik Ilustrowany" 1866 t. 14, s. 157-158
10. (A. Żółkowski-Syn): "Kurier Warszawski" 1872 nr 62 (ogłosz. o zamiarze wydania pism ojca)
11. K. Estreicher: Teatra w Polsce t. 1-3, Kraków 1873-1879; wyd. następne fotoof. Warszawa 1953.